# Viorel Sălan
Viorel Sălan (n. 14 noiembrie 1958, Cernătești, România) este un senator român, ales în 2016. 

## Biografie
Viorel Sălan s-a născut în data de 14 noiembrie 1958 la Cernătești, județul Dolj. A absolvit Școala de Ofițeri Activi a M.A.I. București, în 1982, Facultatea de Arme Întrunite din cadrul Academiei de Înalte Studii Militare București, în 1990, Facultatea de Științe Juridice din cadrul Universității „Lucian Blaga” Sibiu, în 1996, Curs postuniversitar Drept Civil din cadrul Universității „Babeș Bolyai” Cluj, în 1998, Curs postuniversitar – Conducerea marilor unități operative din forțele terestre din cadrul Academiei de Înalte Studii Militare București, în 2001, Curs postuniversitar Securitate și Bună Guvernare în cadrul Academiei de Înalte Studii Militare București, în 2007.
Viorel Sălan a fost șeful Inspectoratului Județean de Jandarmi Hunedoara (2005 – 2016), comandantul Comandamentului de Jandarmi Hunedoara (1998 – 2005), comandantul Batalionului 39 Deva (1994 – 1998), 1990-1994 – ofițer specialist operații la Brigada de Jandarmi Timișoara, 1988-1990 – ofițer student în Academia Militară, 1985-1988 – ofițer instructor Brigada de Jandarmi Timișoara, 1982-1985 – comandant de pluton Brigada de Jandarmi Timișoara. S-a pensionat la 1 septembrie 2016, când era împuternicit adjunct al inspectorului general  la Inspectoratul General al Jandarmeriei.
Sălan s-a înscris în PSD la două săptămâni după ce a încheiat cariera militară.